# Francesco Saverio Salfi
Francesco Saverio Salfi, även känd som Franco Salfi, född den 24 januari 1759 i Cosenza, död den 2 september 1832 i Paris, var en italiensk skriftställare. 
Salfi beklädde under franska väldet åtskilliga befattningar i Milano och Neapel, bland annat som universitetsprofessor, och levde från 1814 i Paris. Hans främsta verk är en fortsättning av Ginguenés Histoire littéraire de l'Italie (11–14 banden, utgiven postumt 1834). Han utgav dessutom Saggio storico-critico sulla commedia italiana (1829), en kortfattad italiensk litteraturhistoria, några sorgespel med mera.